# Mikroregion Alta Floresta

Mikroregion Alta Floresta

Mikroregion Alta Floresta – mikroregion w brazylijskim stanie Mato Grosso należący do mezoregionu Norte Mato-Grossense.

## Gminy
- Alta Floresta
- Apiacás
- Carlinda
- Nova Bandeirantes
- Nova Monte Verde
- Paranaíta